# Nederlanders in het Tuvaluaanse voetbal
Nederlanders in het Tuvaluaanse voetbal geeft een overzicht van Nederlanders die hebben gespeeld bij Tuvaluaanse voetbalclubs uit de hoogste twee divisies.

## Voetballers
| Naam             | Club            | Van  | Tot  | Opmerkingen         |
| ---------------- | --------------- | ---- | ---- | ------------------- |
| Koen Stekkinger  | Lakena United A | 2006 | 2006 | speelde 4 maanden   |
| Stevan de Gejter | Lakena United B | 2012 | 2012 | speelde 1 wedstrijd |

## Trainers
| Naam          | Club   | Van  | Tot  | Opmerkingen             |
| ------------- | ------ | ---- | ---- | ----------------------- |
| Foppe de Haan | Tuvalu | 2011 | 2011 | vier maanden Bondscoach |
| Leen Looijen  | Tuvalu | 2013 | 2013 | drie maanden Bondscoach |

Voetbalbonden ·
Albanië ·
Angola ·
Armenië ·
Australië ·
Azerbeidzjan ·
Bahrein ·
België ·
Bhutan ·
Bulgarije ·
Canada ·
China ·
Congo-Kinshasa · 
Cyprus ·
Denemarken ·
Duitsland ·
Egypte ·
Engeland ·
Estland ·
Ethiopië ·
Faeröer ·
Filipijnen ·
Finland ·
Frankrijk ·
Georgië ·
Ghana ·
Griekenland ·
Hongarije ·
Hongkong ·
Ierland ·
IJsland ·
Indonesië ·
Iran ·
Israël ·
Italië ·
Japan ·
Kazachstan ·
Koeweit ·
Litouwen ·
 Luxemburg ·
Maleisië ·
Malta ·
Marokko ·
Mexico ·
Namibië ·
Nieuw-Zeeland ·
Noorwegen ·
Oekraïne ·
Oezbekistan ·
Oostenrijk ·
Polen ·
Portugal ·
Qatar ·
Roemenië ·
Rusland ·
Rwanda ·
Saoedi-Arabië ·
Schotland ·
Singapore ·
Slovenië ·
Slowakije ·
Spanje ·
Tanzania ·
Turkije ·
Tuvalu ·
VAE ·
Venezuela ·
Verenigde Staten ·
Vietnam ·
Zimbabwe ·
Zuid-Afrika ·
Zuid-Korea ·
Zweden ·
Zwitserland